# نیروی هوایی سلطنتی روسیه
نیروی هوایی سلطنتی روسیه (به روسی:Императорскій военно-воздушный флотъ) نام واحدهای هوایی ارتش سلطنتی روسیه بود. این نیرو ۵ سال مشغول به کار بود تا با روی کار آمدن شوروی، جای خود را به نیروی هوایی شوروی داد. نیروی هوایی سلطنتی روسیه در جنگ جهانی اول حضور داشت.